# Коллекция Таплинга
Колле́кция Та́плинга (англ. Tapling Collection) — филателистическая коллекция, которая была завещана известным коллекционером Томасом Таплингом (1855—1891) библиотеке Британского музея в Лондоне и передана туда на хранение и экспонирование в 1891 году.

## История и описание
Коллекция марок Таплинга считалась второй в мире после собрания Феррари в Париже. Свою коллекцию Таплинг передал в Британскую библиотеку, где она легла в основу формирования национальной филателистической коллекции Великобритании. Коллекция Таплинга — единственная из всех выдающихся филателистических собраний XIX — начала XX века, которая практически в полном виде сохранилась до настоящего времени.
В завещании стоимость коллекции Таплинга была указаны в размере 12 000 фунтов стерлингов, но по её получении Ричард Гарнетт, заместитель хранителя печатных книг, оценил её стоимость как превышающую 50 000 фунтов стерлингов и описал этот дар как самый ценный после библиотеки Гренвиля, полученной в 1847 году. Позднее коллекция оценивалась в 800 000 немецких марок.
В числе редких и раритетных марок в коллекции находятся:
- «Королева Изабелла II» — испанская марка 1851 года с ошибкой цвета.
- «Перевёрнутый лебедь» — почтовая марка, отпечатанная в 1855 году в британской колонии Западная Австралия, одна из первых в мире марок-перевёрток.

В 1959 году была обнаружена пропажа содержимого одного из выставочных стендов коллекции Таплинга, что было следствием недостаточных мер безопасности в музейной экспозиции.